# Araneus anuncinatus
Araneus anuncinatus este o specie de păianjeni din genul Araneus, familia Araneidae. Conține o singură subspecie: A. a. ochrorufus.